# Ecnomus anakpiara
Ecnomus anakpiara är en nattsländeart som beskrevs av Malicky 1995. Ecnomus anakpiara ingår i släktet Ecnomus och familjen trattnattsländor. Inga underarter finns listade i Catalogue of Life.